# Éva Tardos
Éva Tardos (Budapeste, 1 de outubro de 1957) é uma matemática húngara. É professora da cátedra Jacob Gould Schurman de ciência da computação da Universidade Cornell. Tardos obteve o diploma de matemática em 1981 e um doutorado em 1984 pela Universidade Eötvös Loránd, orientada por András Frank. Gábor Tardos é seu irmão mais jovem.

## Honrarias e condecorações
- Prêmio Fulkerson (1988)
- NSF Presidential Young Investigator Award
- Sloan Fellow
- Packard Fellow
- Bolsa Guggenheim
- Fellow da Association for Computing Machinery (ACM) (1998)
- Membro da Academia de Artes e Ciências dos Estados Unidos
- Prêmio George B. Dantzig (2006)[3]
- Membro da Academia Nacional de Engenharia dos Estados Unidos (2007)
- Prêmio Adriaan van Wijngaarden (2011)
- Prêmio Gödel (2012)[4]
- Fellow da American Mathematical Society (2013)[5]
- Membro da Academia Nacional de Ciências dos Estados Unidos (2013)[6]
- Prêmio European Association for Theoretical Computer Science (EATCS) (2017)[7]

## Obras
- com Jon Kleinberg: Algorithm Design. Addison Wesley, 2005
- com Noam Nisan, Vijay Vazirani, Tim Roughgarden (Eds.): Algorithmic Game Theory. Cambridge University Press, 2007 (constando com Vazirani: Basic solution concepts and computational issues in games, com Roughgarden: Introduction to the inefficiency of equilibria, com Tom Wexler: Network formation games)
- com A. V. Goldberg, Robert Tarjan: Network Flow Algorithms. In: Bernhard Korte, László Lovász, Hans Jürgen Prömel, Alexander Schrijver (Eds.): Paths, Flows and VLSI-Design. Springer Verlag, 1990, S. 101–164.
- com D.B. Shmoys: Computational complexity, e com Shmoys, Lovasz Combinatorics in Computer Science. In: Ronald Graham, Martin Grötschel, Lovasz: Handbook of Combinatorics. North Holland